# My Nintendo
My Nintendo é um programa de fidelização de clientes fornecido pela Nintendo e o sucessor do Club Nintendo. As recompensas do sistema permitem que os jogadores ganhem pontos ao usar software ou na compra de jogos, que podem ser gastos em recompensas como jogos digitais ou descontos. O programa foi lançado em 17 de março de 2016 no Japão e em 31 de março de 2016 no resto do mundo, foi lançamento em paralelo com a aplicação móvel Miitomo.

## Características
Os usuários podem criar ou entrar em My Nintendo via Twitter, Facebook ou Google+, e podem ligá-lo ao seu Nintendo Network ID. Ao completar várias "missões", os jogadores ganham três tipos diferentes de pontos; Pontos de ouro, pontos de platina e Miitomo Platinum, que podem ser trocados por recompensas, incluindo downloads digitais de jogos para  Wii U e Nintendo 3DS, descontos em software comprados na Nintendo eShop ou loja oficial da Nintendo, e temas para download para o Nintendo 3DS . Pontos de ouro são obtidos através da compra de software através da Nintendo eShop enquanto que os pontos platina são ganhos por realizar ações como a vinculação com as redes sociais ou iniciar sessão uma vez por semana na Nintendo eShop ou Miiverse.Pontos  Miitomo Platinum são ganhos por completar missões dentro da aplicação móvel Miitomo e qualquer um pode ser usado para comprar recompensas dentro da aplicação ou combinado com Pontos Platinum regulares para ser gasto com os principais recompensas.

## Desenvolvimento
Depois de anunciar março 2015 que o Club Nintendo iria ser descontinuado, a Nintendo anunciou que um novo programa de fidelização estava a ser preparado, dizendo: "Os nossos sinceros agradecimentos a nossos membros pelo seu apoio ao longo dos anos. Por favor, fiquem atentos para mais informações sobre o nosso novo programa de fidelidade".
Em novembro de 2015, My Nintendo foi revelado com detalhes sobre o serviço. Os usuários podem se conectar com contas das redes sociais como Facebook e Twitter. Os usuários que comprarem um jogo e registrá-lo pode ver o seu tempo de jogo e mensagens relacionadas sobre o jogo publicado por outros usuários. Os usuários também podem receber pontos para comprar e jogar o jogo que pode ser usado para receber recompensas.

## Lançamento
Pré-registo para uma conta My Nintendo começou no dia 17 de fevereiro de 2016 em dezesseis países (a negrito). Uma Nintendo Account é necessária para se inscrever no My Nintendo. A partir de 31 de março de 2016 My Nintendo, tornou-se oficialmente disponível em trinta e nove países. Todos os países listados têm acesso à Nintendo eShop na Nintendo 3DS, pelo menos, com a capacidade de comprar conteúdo usando contas bancárias locais:
| - África do Sul - Alemanha - Austrália - Áustria - Bélgica - Brasil - Bulgária - Canadá - Croácia - Chipre - Dinamarca - Eslováquia - Eslovênia | - Espanha - Estados Unidos da América - Estónia - Finlândia - França - Grécia - Holanda - Hungria - Itália - Japão - Letónia - Lituânia - Luxemburgo | - Malta - México - Nova Zelândia - Noruega - Polónia - Portugal - Reino Unido - República Checa - República da Irlanda - Roménia - Rússia - Suécia - Suiça |